# غيغابايت جي سمارت G1305 بوسطن
غيغابايت جي سمارت G1305 بوسطن (بالإنجليزية: Gigabyte GSmart G1305 Boston)‏ هو هاتف ذكي من جيجابايت ضمن سلسلة جيجابايت يعمل بنظام أندرويد، تم طرحه في الأسواق في 2010.

## الخصائص
- نظام التشغيل: أندرويد
- المعالج: 600 ميجا هرتز
- الذاكرة: 256 ميجابايت
- التخزين: 16 جيجابايت